# Warren Triennial Prize
Warren Triennial Prize — премия Массачусетской больницы общего профиля (англ. Massachusetts General Hospital), её высшая научная награда: учёным-медикам, «открывающим и привносящим новые знания» (англ. «who are seekers of and contributers to new knowledge») — за выдающийся научный вклад в областях, связанных с медициной. Присуждается с 1871 года, обычно раз в три года, традиционно сразу двоим. 24 из её удостоившихся также стали нобелевскими лауреатами. Названа в честь Джона Уоррена (англ. John Collins Warren), соучредителя Massachusetts General Hospital и его первого хирурга. Начиная с 1953 года ассоциирована с лекцией. Удостоившийся её получает $ 50 тыс. и Уорреновский медальон.

## Лауреаты
- 1871 — Horatio C Wood Jr.[англ.]
- 1877 — E.O. Shakespeare
- 1889 — H.A. Hare, Edward Martin
- 1892 — John Strahan
- 1898 — Howard A. Lothrop
- 1901 — Frederic J. Cotton
- 1904 — Max Borst[нем.]
- 1907 — Aldo Perroncito[англ.]
- 1910 —  Джордж Уиппл
- 1913 — Arrigo Visentini
- 1916 — Leonard Findlay[англ.] и Diarmid Noel Paton[англ.]
- 1922 — Cecil Kent Drinker, Katherine R. Drinker, Charles C. Lund и James Mott Mavor
- 1925 — Джон Фаркуар Фултон
- 1928 — William Bosworth Castle[англ.] и Wilmot C. Townsend
- 1931 — Henry K. Beecher[англ.]
- 1934 — Norman Eastman Freeman
- 1937 — Henry K. Beecher[англ.]
- 1940 — Hebbel E. Hoff и L.H. Nahum
- 1943 — David Glendenning Cogan[англ.], V. Everett Kinsey[нем.] и Erwin O. Hirsch
- 1946 — Lydia E. Brewster,  Фриц Липман и Paul Zamecnik[англ.]
- 1949 — Ivan D. Frantz Jr., Mary L. Stephenson и Paul Zamecnik[англ.]
- 1953 — Рене Жюль Дюбо
- 1956 —  Артур Корнберг и  Северо Очоа
- 1959 —  Фрэнсис Крик и  Джеймс Уотсон
- 1962 —  Джордж Паладе и Keith R. Porter[англ.]
- 1965 — Howard Schachman[англ.]
- 1968 —  Сидней Бреннер
- 1971 —  Дейвид Балтимор и  Хауард Темин
- 1974 —  Питер Митчелл и Эфраим Рэкер
- 1977 — Сеймур Бензер и  Уолтер Гилберт
- 1980 — Филипп Ледер
- 1980 —  Сусуму Тонегава
- 1983 —  Джон Майкл Бишоп
- 1983 — Роберт Вайнберг
- 1986 — Вальтер Геринг
- 1986 —  Роберт Хорвиц
- 1989 —  Томас Чек
- 1989 — Джоан Стейц
- 1992 —  Джералд Эдельман
- 1992 —  Эрик Кандел
- 1995 —  Леланд Хартвелл
- 1995 — Леланд Хартвелл
- 1995 — Стюарт Шрайбер
- 1998 —  Христиана Нюслайн-Фольхард
- 1998 — Paul Zamecnik[англ.]
- 2001 — Френсис Коллинз
- 2001 — Крейг Вентер
- 2004 —  Эндрю Файер и  Крейг Мелло
- 2008 — Виктор Эмброс и Гэри Равкан
- 2011 —  Синъя Яманака
- 2011 — Рудольф Йениш
- 2014 — Берт Фогельштейн
- 2017 —  Джеймс Эллисон
- 2022 — Мэри-Клэр Кинг